# Zeyheria
Zeyheria is een geslacht uit de trompetboomfamilie (Bignoniaceae). De soorten komen voor van Bolivia tot in Brazilië.

## Soorten
- Zeyheria montana Mart.
- Zeyheria tuberculosa (Vell.) Bureau ex Verl.

... · 
Campsis (Trompetklimmer) · 
Catalpa (Trompetboom) · 
Crescentia · 
Kigelia · 
Martinella · 
Spathodea · 
Stereospermum · 
...